# シアガンナフ
シアガンナフ (ロシア語: Сыаганнах; サハ語: Сыаганнах)とは、ロシア連邦サハ共和国アビー地区ムグルダフ農村居住区域にある村。地区の中心地であるベラヤ・ゴラの160km南西に位置する。人口は381人（2017年）。